# Араухо, Хуан де
Хуан де Араухо (исп. Juan de Araujo; 1646, Вильяфранка, Наварра — 1712, Сукре Вице-королевство Перу (ныне Боливия)) — испанский и южноамериканский композитори музыкант раннего и зрелого барокко Америки. Считается одним из самых видных композиторов периода вице-королевства в Южной Америке.

## Биография
В молодости вместе с отцом, высоким чиновником вице-короля Перу, отправился в Южную Америку и поселился в вице-королевстве Перу.
Учился музыке, по-видимому, у испанского композитора и органиста Томаса Торрехона и Веласко.
С 1670 года был капельмейстером Кафедрального собора Лимы. Независимый нрав молодого композитора беспокоил наместника, который в июле 1676 года изгнал его из Лимы. Хуан де Араухо отправился в Панаму и, возможно, в Гватемалу.
По возвращении в Перу служил руководителем капеллы Собора Успения Пресвятой Девы Марии в Куско, а с 1680 года — Кафедрального собора в Сукре (тогда собор Ла-Платы) в Верхнем Перу (ныне в Боливии), где оставался до самой смерти и где воспитал несколько известных композиторов жанра перуанской музыки (Música criolla).
Автор ряда месс, мотетов, кантат и вильянсико, а также светской хоровой и инструментальной музыки.
В соборе Сукре сохранилось более 150 рукописей Хуана де Араухо. Другие произведения композитора хранятся в Куско (Перу), Ла-Пасе (Боливия), Монтевидео (Уругвай) и у иезуитов Боливии.